# Jan Žižka (bubeník)
Jan Žižka (25. září 1954 Praha – 24. února 2022) byl český hudebník. Vstoupil ve známost především tím, když spoluzakládal původně jazzrockový Pražský výběr Michaela Kocába a Pražský Big Band Milana Svobody a v letech 1977–2002 působil jako bubeník v kapele Karla Gotta.

## Životopis
Narodil se na pražském Spořilově v rodině jazzového hudebníka Vladimíra Žižky, matka byla zubní instrumentářka. 
Již od mládí se věnoval hudbě, učil se hrát na housle a později na bicí. Absolvoval Pražskou konzervatoř u prof. Vladimíra Vlasáka, který vedl oddělení bicích nástrojů. Již při studiích Žižka spolupracoval s Českou filharmonií, později se Symfonickým orchestrem hl. m. Prahy FOK a s Orchestrem činohry Národního divadla. Spolupracoval rovněž s orchestrem Václava Hybše. 
V letech 1977–2002 působil jako bubeník v kapele, která doprovázela Karla Gotta, (Skupina Ladislava Štaidla, později Karel Gott Band). Byl rovněž členem doprovodné skupiny Heleny Vondráčkové. V letech 1993–1997 působil ve formaci Rudolf Rokl trio, s nímž koncertoval v ČR a po Evropě. Pracoval jako pedagog a manažer.  Přes dvacet let vyučoval na Konzervatoři Jaroslava Ježka, kde kdysi vyučoval i jeho otec. 

## Rodina
Byl třikrát ženatý. S první manželkou Alenou Kvěchovou strávil asi pět let, manželství bylo bezdětné. Druhou jeho manželkou byla Věra Sněžina-Eliasberg, primabalerína Kyjevského baletu. Spolu byli 18 let a měli dceru Kristýnu. Třetí manželkou byla zpěvačka a fotografka Olivie Herzánová, se kterou vychovával jejího syna Petra. 